# Ariya Daivari
Ariya Daivari (né le 11 avril 1989 à Minneapolis, Minnesota) est un catcheur (lutteur professionnel) américain d'origine iranienne. Il est le frère du catcheur Shawn Daivari.

## Carrière

### World Wrestling Entertainment (2016-2021)

#### Diverses rivalités et départ (2016-2021)
Le 13 juin, Daivari annonce sa participation au WWE Cruiserweight Classic. Le 13 juillet, il se fait éliminer du tournoi par HoHo Lun.
Il fait ses débuts à Raw le 10 octobre en perdant contre TJ Perkins.
Le 27 avril 2018 lors du Greatest Royal Rumble, il apparaît avec son frère Shawn Daivari pour insulter les talents saoudiens de la WWE, ces derniers mettront les frères Daivari K.O.
Lors de Money in the Bank, il perd contre Tony Nese et ne remporte pas le Cruiserweight Championship.
Le 25 juin 2021, il est renvoyé par la WWE.

### New Japan Pro Wrestling (2021-...)
Le 28 septembre 2021, la New Japan Pro Wrestling annonce qu'il fera ses débuts, lors des shows New Japan Showdown face à Alex Zayne lors de la nuit 1 et en équipe avec Lio Rush contre Chris Bey et El Phantasmo pendant la nuit 2.

### All Elite Wrestling (2021-...)
Il participe ensuite avec Parker Boudreaux et Slim J pour couronner les premiers AEW World Trios Champions où ils se font éliminer dès le premier tour par Best Friends (Chuck Taylor, Orange Cassidy et Trent Beretta).

## Palmarès
- American Wrestling Federation
  - 2 fois AWF Heavyweight Champion
- F1RST Wrestling
  - 1 fois Wrestlepalooza Champion
- Heavy On Wrestling
  - 1 fois HOW Undisputed Champion
- Insane Championship Wrestling
  - 1 fois ICW Tag Team Champion avec Shawn Daivari
- National Wrestling Alliance Midwest
  - 1 fois NWA Midwest X-Division Champion
- National Wrestling Alliance Wisconsin
  - 1 fois NWA Wisconsin Tag Team Champion avec Dysfunction

## Vie privée
Il a un grand frère également catcheur professionnel connu sous le nom de Shawn Daivari.
Après le show WWE Greatest Royal Rumble à Djeddah en Arabie Saoudite, durant lequel il interrompit des recrues saoudiennes de la WWE avec un discours pro-iranien et anti-saoudien, il a reçu des menaces de mort à la suite de son apparition. Il demanda le pardon du peuple saoudien sur Twitter, tout en affirmant que ses opinions politiques n’étaient pas celles du personnage qu’il incarne. Même une des recrues présentes sur le ring au moment de son apparition prît sa défense.

## Récompenses des magazines
- Pro Wrestling Illustrated

| Année | 2016 | 2017 | 2018 | 2019 | 2020       | 2021 | 2022 |
| ----- | ---- | ---- | ---- | ---- | ---------- | ---- | ---- |
| Rang  | 280  | 201  | 231  | 283  | Non classé | 458  | 471  |